# Liparis puberula
Liparis puberula är en orkidéart som beskrevs av Henry Nicholas Ridley. Liparis puberula ingår i släktet gulyxnen, och familjen orkidéer. Inga underarter finns listade i Catalogue of Life.